# 1,3-Dinitrobenzène
Le 1,3-dinitrobenzène est un composé aromatique nitré de formule brute C6H4N2O4 utilisé pour la fabrication d'explosifs, de lubrifiants, d'inhibiteur de polymérisation et de corrosion.

## Propriétés physico-chimiques
La réduction du 1,3-dinitrobenzène donne en fonction des conditions le 3-nitroaniline ou le 1,4-diaminobenzène. Cet isomère est moins réactif que le 1,2-dinitrobenzène et le 1,4-dinitrobenzène dans une solution aqueuse d'hydroxyde de sodium. Cette propriété permet de purifier le 1,3-dinitrobenzène des autres isomères.

## Production et synthèse
Par nitration du benzène en présence d'un mélange d'acides forts, un mélange contenant 10 % de 1,4-dinitribenzène, 2 % de 1,2-dinitrobenzène, 2 % d'autres composés notamment de nitrophénol et le solde de 1,3 nitrobenzène, est formé puis purifié par l'action d'une solution aqueuse d'hydroxyde de sodium et du bisulfite de sodium. Un rendement de 82 % avec une pureté de 99 % peut être atteint par ce procédé.

## Utilisation
Le 1,3-dinitrobenzène est utilisé pour produire le 3-nitroaniline, le 1,4-diaminobenzène et le 1,3-dichlorobenzène de manière sélective.